# Квітка життя (геометрія)
Квітка життя — геометрична фігура, утворена перетином рівномірно розміщених кіл з однаковим радіусом. Кола розташовані так, що утворюють симетричний шестипроменевий візерунок, елемент якого схожий на квітку з шістьма пелюстками.
Принцип побудови полягає в тому, що в центрі кола перетинаються шість інших, симетрично навколо нього розташованих.
З квіткою життя пов'язані низка духовних (релігійних) і міфологічних уявлень. Деякі вважають, що даний малюнок несе в собі важливу культурну чи релігійну інформацію, дає поняття про форму простору і часу. Тому квітку життя відносять до сакральної геометрії і іноді вважають одним з найважливіших символів в ній.
Хоча малюнок був відомий з давніх часів, сама назва «квітка життя» є сучасною. Крім того, цей візерунок іноді називають «насінням життя». Також він відомий як просто «квітка з шістьма пелюстками».

## Побудова
Геометричний візерунок орнаменту можна побудувати за допомогою ручки і циркуля, намалювавши сім кіл із однаковим діаметром, що перетинаються так, що кожне коло торкається центру попереднього кола. Друге коло має центр в будь-якій точці першого кола. Всі наступні кола мають центр на перетині двох інших кіл. З рештою отримаємо сім кіл 

Подальше продовження малюнка, із утворенням правильної сітки із кіл, що перетинаються утворює орнамент, що називається «Квіткою життя».

## Історія в Україні
Символ у вигляді квітки, утворений сімома кругами в Україні також відомий як шестипелюсткова розетка. Цей орнамент був також поширений в багатьох регіонах України і Польщі, де наділений наділений символічним сакральним значенням. Розетку зображали на одвірках, балках на стелі, хрестах, карнизах, гербах, побутових предметах, меблях, музичних інструментах, предметах ритуального вжитку та надгробках. Стародавні слов'яни пов'язували розетку із головним язичницьким богом Перуном — богом грому і блискавки. Тому в українській мові її також називають символом Перуна, або громовим знаком. На сьогодні вони найкраще збереглися в культурі карпатських горян Галичини, особливо в народній архітектурі, виробах із дерева, та предмету побуту гуцулів, бойків, лемків, та гуралів. Тому їх також називають гуцульською розеткою, бойківською розеткою, гуральською розеткою, підгальською розеткою. Різьблений орнамент розетки зображали на сволоках (дерев'яних балках на стелі), як оберіг, за однією з легенд він обороняв будинок від потрапляння блискавки.
Також досить часто подібна квітка зустрічалася у вигляді орнаменту на козацьких порохівницях.

## Галерея

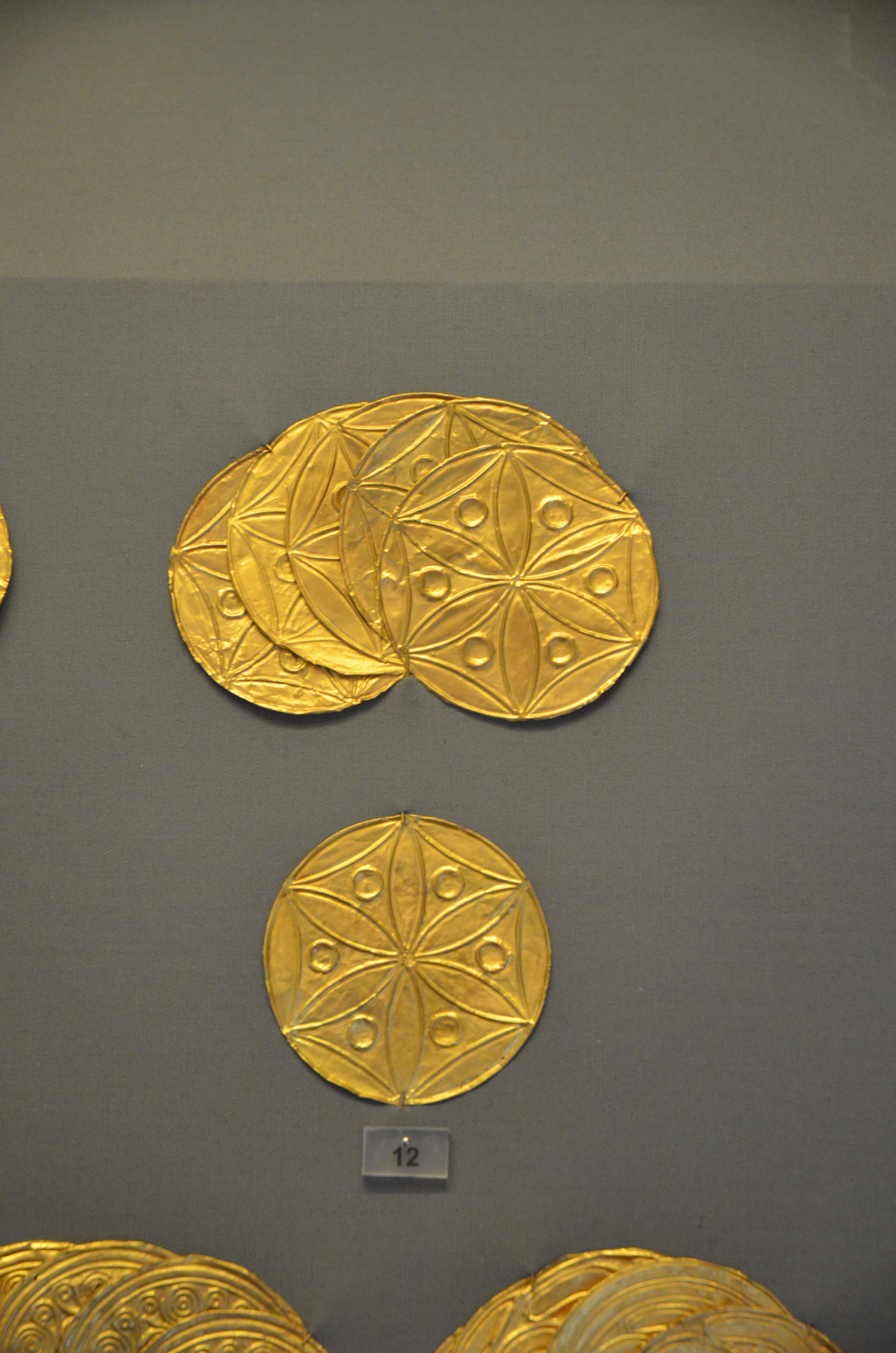
Золотий диск з орнаментом, Мікенська цивілізація, близько 1600 до н.е. (Археологічний музей, Стамбул)
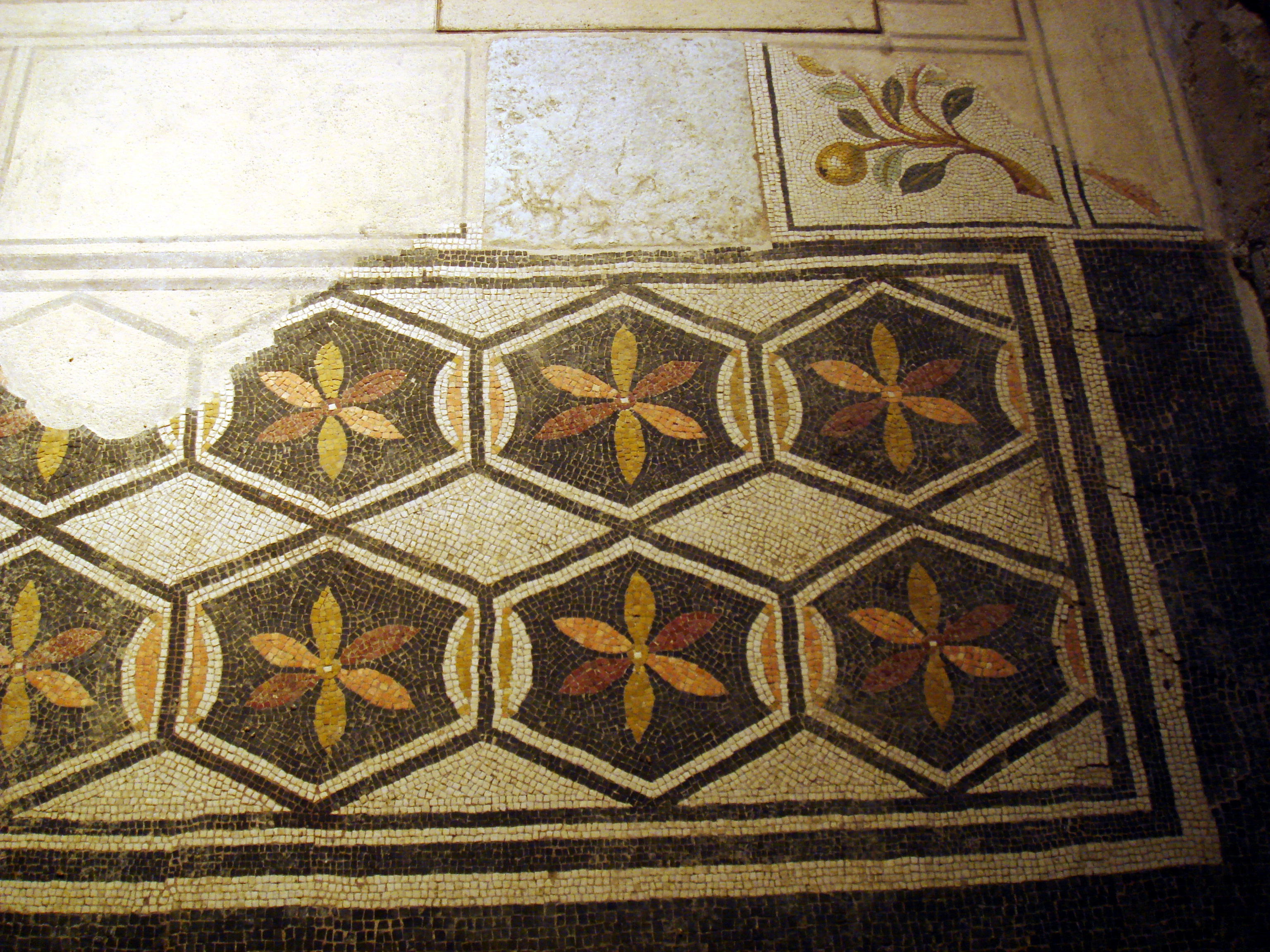
Мозаїка римської епохи (2-е століття), Domus dell'Ortaglia, Брешія
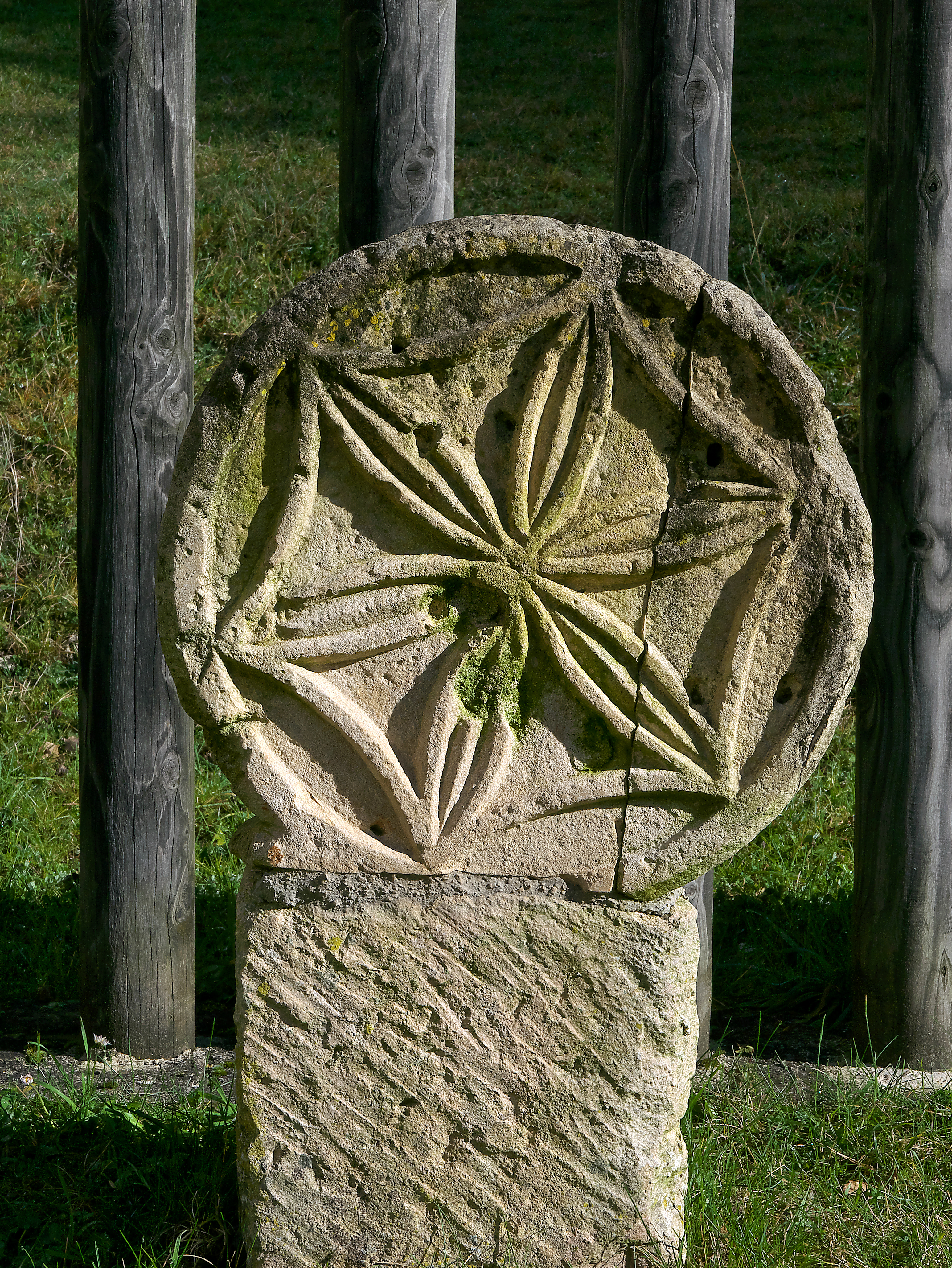
Кантабрійська стела у Монастері Іранзу[en] , Наварра
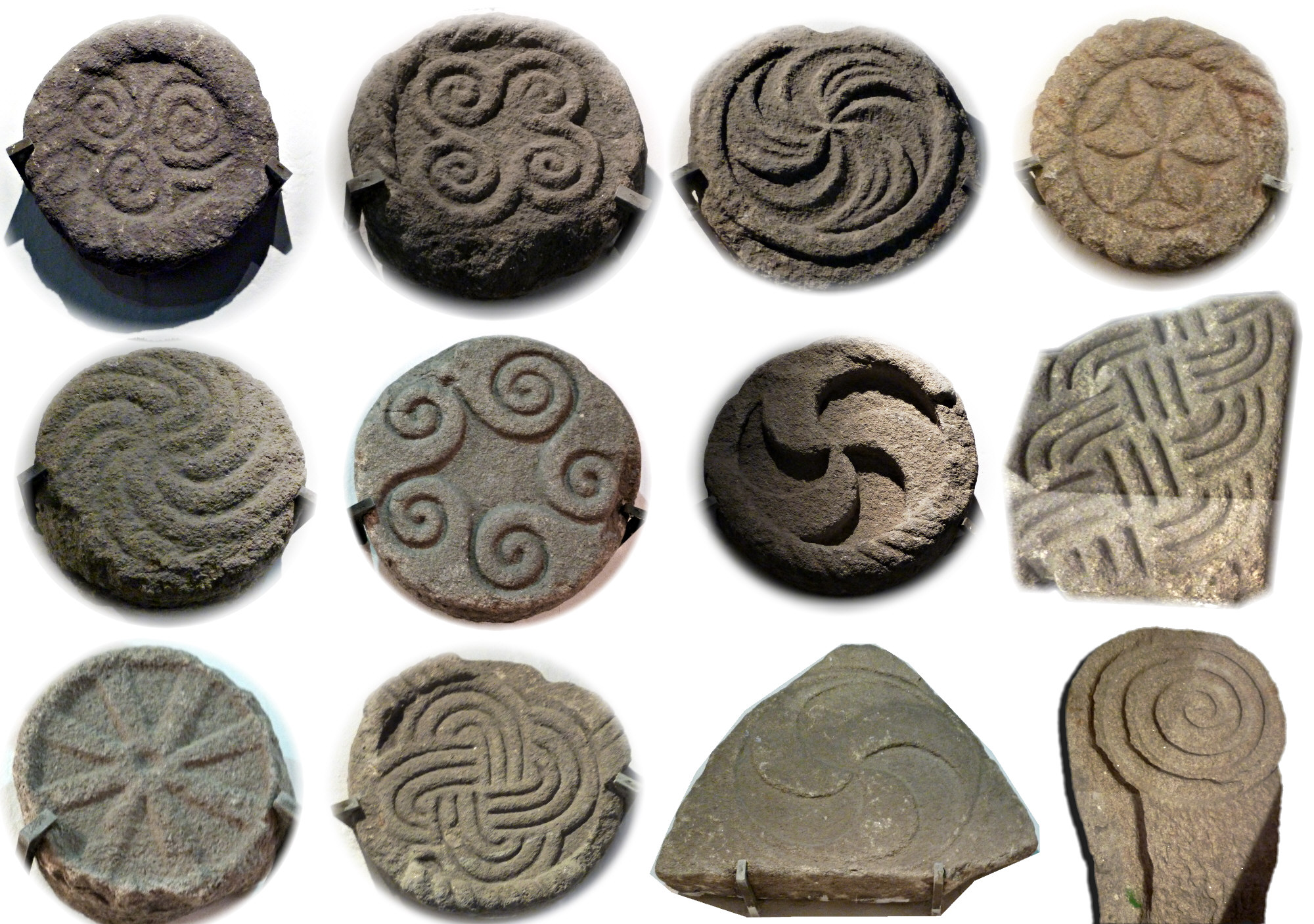
Вибіркові різьблення із гірської місцевості Санта-Трега, Галісія (період La Tène, близько 1-ст до н.е.)
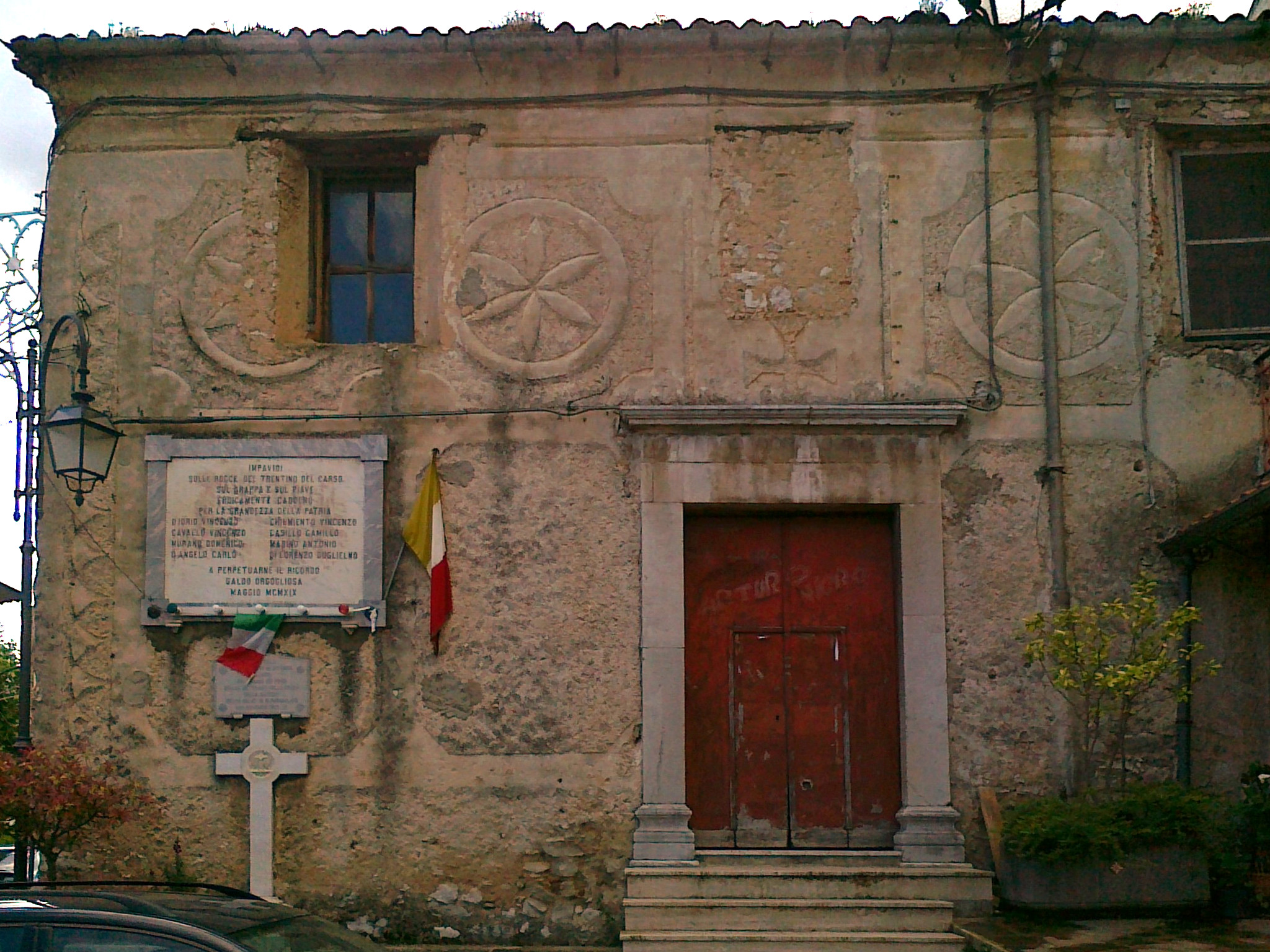
Фасад середньовічної церкви в Січиньяно-дельї-Альбурні, Салерно
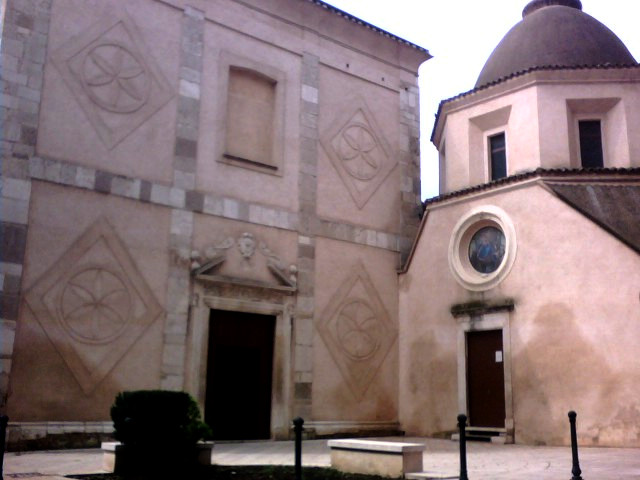
Фасад церкви в San Domenico, Лучера, Провінція Фоджа (близько. 1300)
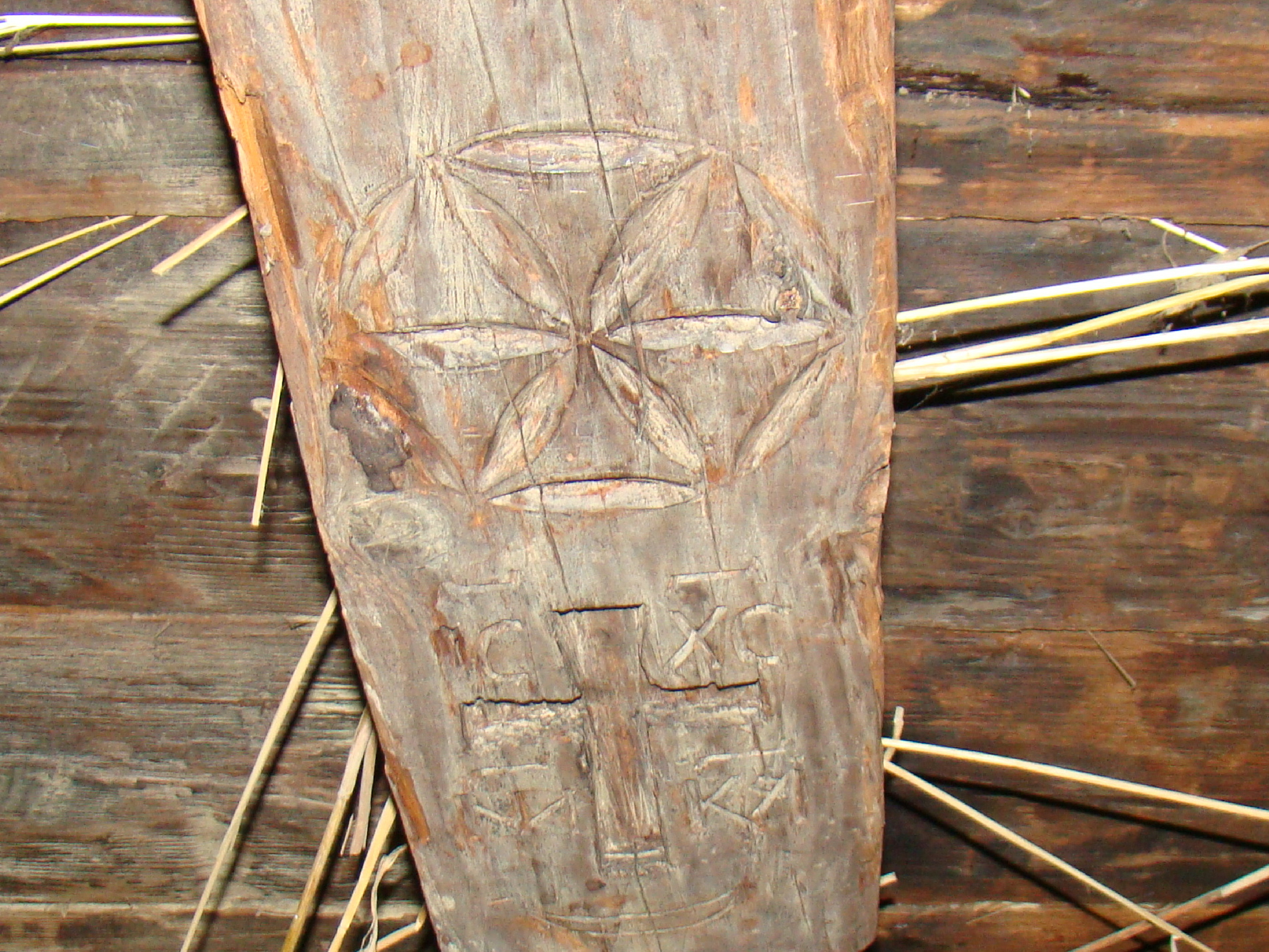
Балка на стелі в Музеї народрої архітектури Сянік (Польща), що датується 1681 роком; вважалося, що символ захищає будинок від удару блискавки.
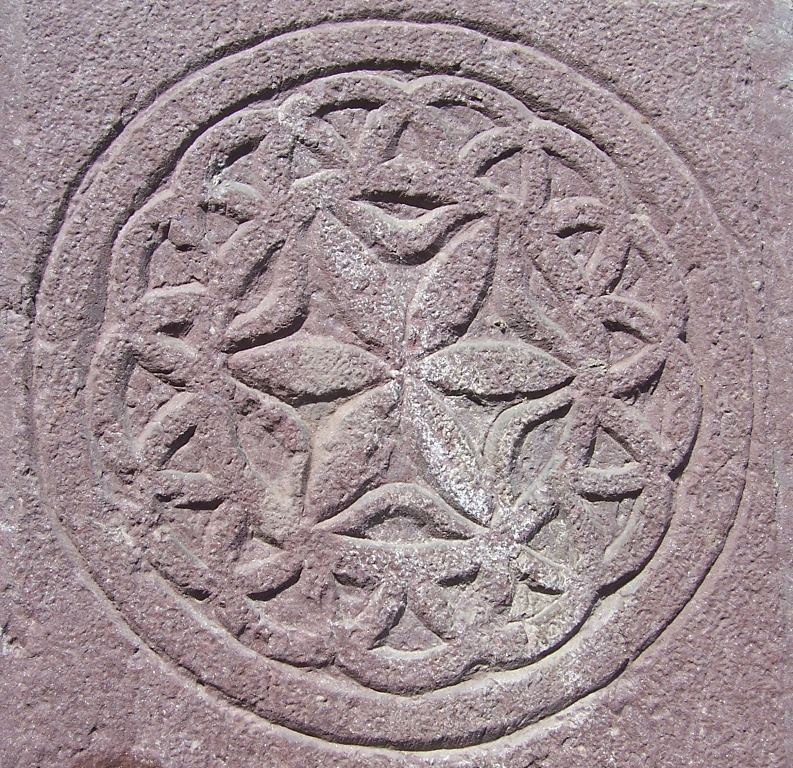
Кладка в будинку Federici, Erbanno, Валь-Камоніка[en]
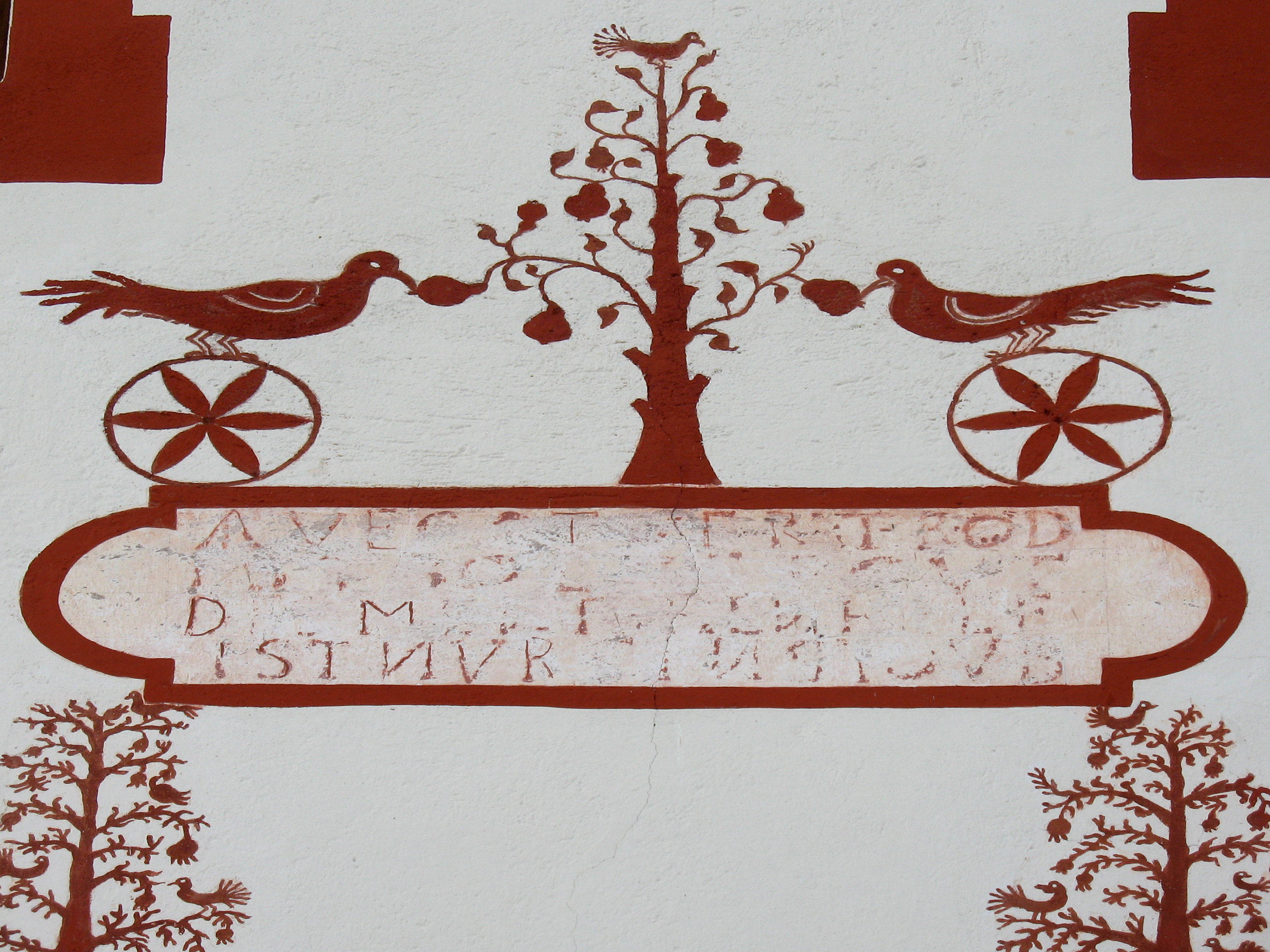
Розпис на стіні на фасаді фермерського будинку Рунката в Санкт Ульріх ін Ґрьоден, Ортізеї, Валь-Гардена, Південний Тироль